# نوک‌مومی سرسیاه
نوک‌مومی سرسیاه (نام علمی: Estrilda atricapilla) نام یک گونه از سرده نوک‌مومی است.